# Джон Реткліфф
Джон Ешворт Реткліфф (англ. John Ashworth Ratcliffe, 12 грудня 1902 — 25 жовтня 1987) — британський радіофізик, член Лондонського Королівського Товариства.

## Біографія
Реткліфф народився в Бейкапі і був старшим сином Гаррі Гейса Реткліффа, партнера в кам'яній фірмі Henry Heys and Co, і Беатріс Еліс, дочки Річарда Ешворта, засновника фірми Mitchells, Ashworth, Stansfield and Co.
Він здобув освіту в середній школі Бейкапа і Роутенсталла (1912—1924), Гевершемській гімназії (1914–19) та Гіглсвіцькій школі (1919—1921). У 1921 році він вступив до Кембридзького університету і закінчив його з відзнакою в 1924 році за фахом природничих наук.
Того року Реткліфф розпочав дослідження поширення радіохвиль під керівництвом Едварда Епплтона. Спільно з Барнеттом вони досліджували причини «згасання» радіосигналів від стаціонарного передавача вночі. У 1927 році Реткліффа призначили керівником групи в Кавендіській лабораторії, відомої як дослідницька група радіоіоносфери. Вони досліджували, як радіохвилі відбиваються від іонізованого шару у верхній атмосфері і як виникає цей шар. Робота групи та їхні публікації докладно описані в біографічних мемуарах Королівського товариства.
На початку Другої світової війни в 1939 році десятки радіолокаційних станцій утворили мережу, відому як Chain Home, яка охоплювала східне та південне узбережжя Британії. Фізикам із Кавендіській лабораторії та інших установ було призначено провести місяць на одній зі станцій. Реткліффа відправили на станцію поблизу Дувра, але незабаром він приєднався до Науково-дослідного інституту телекомунікацій у Данді, де відповідав за нову станцію. Під час війни він працював у кількох різних місцях: Своніджі, Петерсгемі, знову у Данді та Малверні.
Після війни Реткліфф повернувся в Кавендіську лабораторію і відновив свої дослідження з більшою науковою групою. Мартін Райл і деякі інші співробітники Науково-дослідного інституту телекомунікацій приєдналися до них і вирішили продовжити дослідження радіовипромінювання Сонця. Райл керував секцією радіоастрономії.
У жовтні 1960 року Реткліфф залишив Кембридж, щоб зайняти посаду директора  Станції радіодосліджень в Діттон-парку. У 1966 році він пішов на пенсію.
Реткліфф помер у своєму будинку в Кембриджі 25 жовтня 1987 року.

## Сім'я
Джон Реткліфф одружився з Норою Діслі 28 серпня 1930 року. У них було дві доньки Маргарет і Елізабет. Елізабет померла в 1966 році, а Нора — в 1977 році.

## Відзнаки
- 1946 — Орден Британської імперії
- 1950 — Премія Амброза Флемінга Інституту електричних інженерів[en]
- 1951 — Член Лондонського королівського товариства
- 1952 — премія Дадделла Інституту електричних інженерів[en]
- 1953 — Член Інституту радіоінженерів[en], США
- 1953 — Медаль Голвека
- 1953 — Різдвяна лекція Королівського інституту[en] про використання радіохвиль
- 1958 — президент Лондонського товариства фізиків
- 1959 — командор Ордену Британської імперії
- 1962 — почесний член Сідні-Сассекс-колледж[en]
- 1965 — Орден Лазні
- 1965 — Віце-президент Інституту інженерів з електротехніки та електроніки, США
- 1966 — Королівська медаль, Лондонське королівське товариство
- 1966 — президент Інституту електричних інженерів[en]
- 1966 — Медаль Фарадея
- 1966 — почесний президент Міжнародної спілки радіонауки[en]
- 1971 — Медаль Гатрі, Інститут фізики
- 1972 — почесний член Інституту фізики
- 1973 — член Американського геофізичного союзу
- 1976 — золота медаль Лондонського королівського астрономічного товариства
- 1977 — почесний член Інституту електричних інженерів[en]
- 1979 — почесний доктор Кентського університету
- 1981 — член Індійської національної академії наук